# Африканская чёрная акула
Африканская чёрная акула (лат. Etmopterus polli) — вид рода чёрных колючих акул семейства лат. Etmopteridae отряда катранообразных. Обитает в Атлантическом океане на глубине до 1000 м. Максимальный зарегистрированный размер 24 см. Тело довольно плотное, тёмно-серого цвета, брюхо и нижняя часть головы чёрные. У основания обоих спинных плавников имеются шипы. Анальный плавник отсутствует.

## Таксономия
Впервые вид был описан в 1953 году американскими ихтиологами Генри Брайантом Бигелоу, Уильямом Чарльзом Шрёдером и Стюартом Спрингером. Голотип — предположительно взрослый самец длиной 19,7 см, пойманный у берегов Северной Анголы на глубине от 350 до 380 м (6° 08' ю.щ., 11° 24' з.д.).

## Ареал
Африканские чёрные акулы обитают в центрально-восточной и юго-восточной части Атлантического океана у берегов Анголы, Бенина, Камеруна, 
Конго, Кот-д’Ивуара, Экваториальной Гвинеи, Габона, Ганы, Гвинеи, Либерии, Нигерии, Сьерра Леоне и Того. Эти акулы встречаются в верхней части материкового склона на глубине от 300 до 1000 м у дна.

## Описание
Максимальный зарегистрированный размер составляет 24 см. Тело довольно плотное с длинным хвостом. Крупные овальные глаза вытянуты по горизонтали. Позади глаз имеются крошечные брызгальца. Расстояние от начала основания брюшных плавников до воображаемой вертикали, проведённой через основание нижней лопасти хвостового плавника, примерно равно расстоянию от кончика рыла до первой жаберной щели и дистанции между основаниями грудных и брюшных плавников и в 1,3 раза превышает расстояние между спинными плавниками. У взрослых акул расстояние между основаниями грудного и брюшного плавников довольно существенное, немного меньше длины головы. Расстояние от кончика рыла до первого спинного шипа примерно равно или чуть больше дистанции между первым спинным шипом и задним кончиком второго спинного плавника. Ширина головы равна расстоянию от кончика рыла до рта. Расстояние от кончика рыла до брызгалец немного больше дистанции между брызгальцами и основанием грудных плавников. Жаберные щели короткие, чуть шире брызгалец и составляют 1/3 длины глаза. Верхние зубы оснащены тремя или менее парами зубцов. Расстояние между спинными плавниками небольшое, примерно равно дистанции между кончиком рыла и брызгальцами и расстоянию между основанием второго спинного хвостового плавников. Верхняя лопасть хвостового плавника приблизительно равна длине головы. Тело неплотно покрыто хаотично расположенными плакоидными чешуйками конической формы с зубцами. 
Ноздри размещены на кончике рыла. У основания обоих спинных плавников расположены шипы. Грудные плавники маленькие и закруглённые. Окрас сверху тёмно-серый, нижняя часть головы и брюхо чёрные. Над и позади брюшных плавников него имеется короткая чёрная отметина.

## Биология
Африканские чёрные акулы размножаются яйцеживорождением. Самцы и самки достигают половой зрелости при длине 23 см и 24 см соответственно. 

## Взаимодействие с человеком
Вид не является объектом массового коммерческого промысла. Иногда в качестве прилова попадает в глубоководные сети. В восточной Атлантике этих акул ловят донными тралами, фиксированными донными сетями, ярусами и на удочку. Пойманных акул употребляют в пищу в солёном виде, а также перерабатывают на рыбную муку. Международный союз охраны природы присвоил этому виду статус сохранности «Вызывающий наименьшие опасения».